# BadBadNotGood
BadBadNotGood ist eine kanadische Instrumental-Band, die den Genres Hip-Hop und Jazz zugerechnet wird. Die im Jahr 2010 gegründete Band besteht aus dem Bassisten Chester Hansen, dem Saxophonisten Leland Whitty und dem Schlagzeuger Alexander Sowinski. Der Pianist und Keyboarder Matthew A. Tavares stieg 2019 aus.

## Geschichte

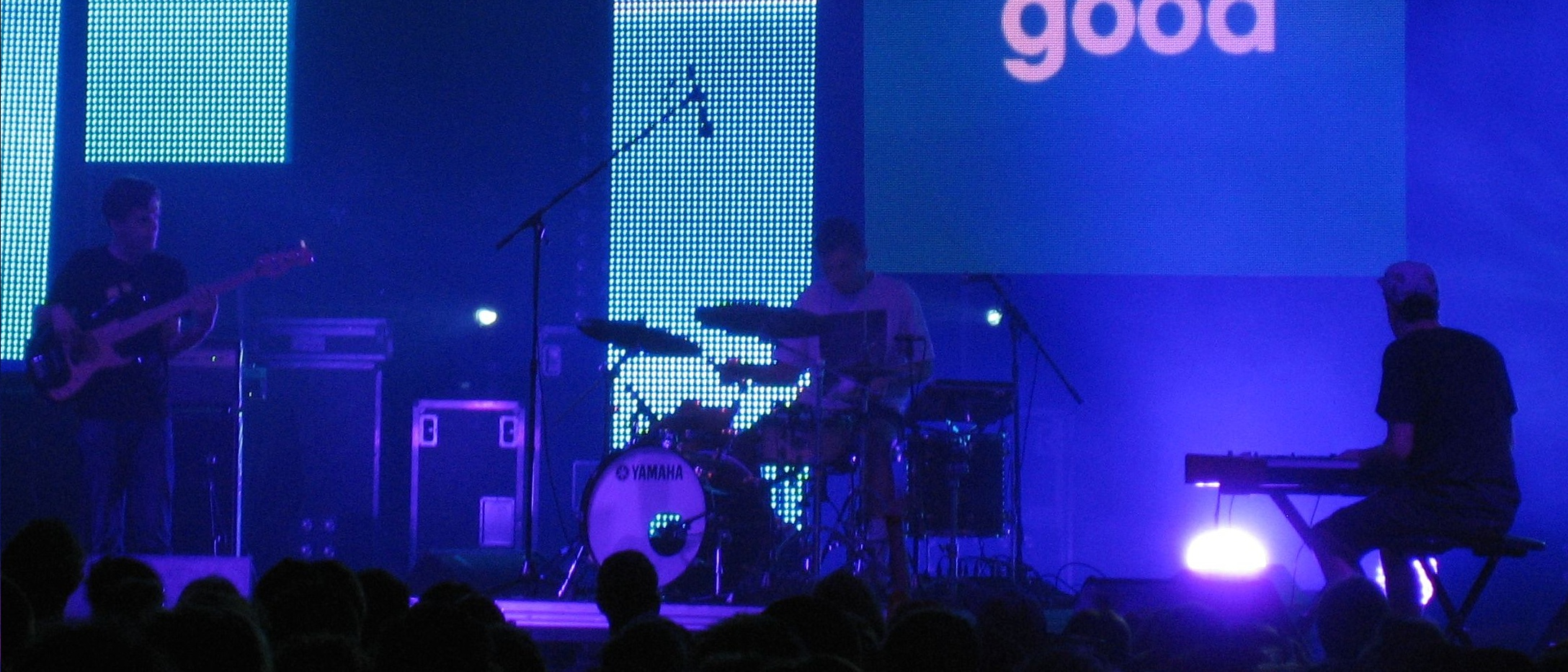
Badbadnotgood im Jahr 2012

Matthew Tavares, Alexander Sowinski und Chester Hansen lernten sich im Rahmen eines Jazzstudiums am Humber College in Toronto kennen und entdeckten ihre gemeinsame Liebe zum Hip-Hop. Zu ihren Einflüssen zählen Rap-Formationen wie The Roots, Three 6 Mafia und Mos Def ebenso wie Jazz-Klassiker wie Bill Evans, John Coltrane oder Scott LaFaro. Nach seiner Gründung begann das Trio BadBadNotGood zunächst, instrumentale Jazz-Versionen von Hip-Hop-Stücken aufzunehmen und bediente sich dabei im Katalog von Musikern wie J Dilla, Nas oder Kanye West.
Mit diesen Coverversionen nahmen sie im Jahr 2011 ihr Debütalbum BBNG auf, das per Download veröffentlicht wurde. Die Musik der Band erreichte zunächst im Internet große Verbreitung, wozu unter anderem ein Lob von Tyler, the Creator beitrug, der kurz darauf auch selbst eine Session mit BadBadNotGood aufnahm. Das Nachfolgealbum BBNG2 aus dem Jahr 2012 bestand bereits zu einem großen Teil aus Eigenkompositionen; auch hier waren aber noch neue Interpretationen von Stücken unter anderem von Joy Division, James Blake und My Bloody Valentine enthalten.
Im Jahr 2014 veröffentlichten BadBadNotGood auf dem Label Innovative Leisure mit III ihr erstes Album, das ausschließlich aus Eigenkompositionen bestand. Das Werk wurde von der Kritik durchgängig positiv aufgenommen. Das Nachfolgealbum Sour Soul entstand im Jahr 2015 in Zusammenarbeit mit Ghostface Killah.
Anfang 2016 stieß mit Multiinstrumentalist Leland Whitty (u. a. Flöte, Klarinette, Saxophon, Vibraphon, Violine) ein weiterer Musiker zur Band. Im Juli desselben Jahres fand die Veröffentlichung des Studioalbums IV statt. Als Gastmusiker sind darauf unter anderem Mick Jenkins, Kaytranada und Colin Stetson zu hören.

## Rezeption
In Kritikerkreisen erregten BadBadNotGood zeitweise Aufmerksamkeit mit kritischen Kommentaren zur Ausbildung junger Jazzmusiker. Pianist Matthew A. Tavares warf der Hochschulszene einen übertriebenen Fokus auf Tradition und technische Fertigkeiten und einen Mangel an Individualismus und Vertrautheit mit aktuellen musikalischen Entwicklungen vor. Auch den Pianisten Robert Glasper, der ebenfalls im Grenzbereich zwischen Jazz und Hip-Hop tätig ist, griff er mit ähnlichen Vorwürfen an.
Die Äußerungen provozierten deutlichen Widerspruch, so unter anderem von Peter Hum im Ottawa Citizen und von Alex Rodriguez, der der Band vorwarf, sich der rassistischen Implikationen dieser Aussagen nicht bewusst zu sein. Peter Margasak sprach BadBadNotGood im Chicago Reader die musikalische Qualität ab und bezeichnete ihre Musik als Jazz-Ersatz für Hip-Hop-Fans und Jazz für Menschen, die nie echten Jazz gehört hätten. Anthony Dean-Harris nahm BadBadNotGood auf nextbop.com wiederum gegen diese Vorwürfe in Schutz und beschrieb sie als gute Musiker aus einer neuen Generation, die mit dem Thema Rassismus schlichtweg nicht mehr so vertraut seien, aber ein großes Publikum ansprechen würden und sich musikalisch auch noch weiterentwickeln könnten.

## Diskografie

### Studioalben
- BBNG (2011)
- BBNG2 (2012)
- III (2014)
- Sour Soul (mit Ghostface Killah; 2015)
- IV (2016)
- Talk Memory (2021)
- Mid Spiral (2024)

### Livealben
- BBNGLive (2011)
- BBNGLive 2 (2012)

### EPs
- The Odd Future Sessions (2011)
- The Odd Future Sessions Part 2 (2011)
- New Heart Designs (2023, mit Turnstile)

### Kompilationen
- Late Night Tales: BadBadNotGood (2017)

### Singles
- Fall in Love (2011)
- BBNGSingle (2011)
- Flashing Lights / UWM (2013)
- Six Degrees (mit Ghostface Killah; 2014)
- Can’t Leave the Night / Sustain (2014)
- Velvet / Boogie No. 69 (2015)
- Here & Now / Timewave Zero (2016)
- Tried (mit Little Dragon; 2017)
- Key to Love (Is Understanding) (2020)

### Autorenbeteiligungen und Produktionen
BadBadNotGood als Autoren (A) und Produzenten (P) in den Charts
| Jahr | Titel Interpretation                        | Höchstplatzierung, Gesamtwochen, AuszeichnungChartplatzierungen (Jahr, Titel, Interpretation, Platzierungen, Wochen, Auszeichnungen, Anmerkungen) | Höchstplatzierung, Gesamtwochen, AuszeichnungChartplatzierungen (Jahr, Titel, Interpretation, Platzierungen, Wochen, Auszeichnungen, Anmerkungen) | Höchstplatzierung, Gesamtwochen, AuszeichnungChartplatzierungen (Jahr, Titel, Interpretation, Platzierungen, Wochen, Auszeichnungen, Anmerkungen) | Höchstplatzierung, Gesamtwochen, AuszeichnungChartplatzierungen (Jahr, Titel, Interpretation, Platzierungen, Wochen, Auszeichnungen, Anmerkungen) | Höchstplatzierung, Gesamtwochen, AuszeichnungChartplatzierungen (Jahr, Titel, Interpretation, Platzierungen, Wochen, Auszeichnungen, Anmerkungen) | Höchstplatzierung, Gesamtwochen, AuszeichnungChartplatzierungen (Jahr, Titel, Interpretation, Platzierungen, Wochen, Auszeichnungen, Anmerkungen) | Anmerkungen                                                  |
| Jahr | Titel Interpretation                        | DE | AT | CH | UK | US | CA | Anmerkungen                                                  |
| --- | ------------------------------------------- | --- | --- | --- | --- | --- | --- | ------------------------------------------------------------ |
| 2016 | Get You A, P Daniel Caesar feat. Kali Uchis | — | — | — | UK— GoldUK | US93 ×4Vierfachplatin · (6 Wo.)US | CA— ×4VierfachplatinCA | Erstveröffentlichung: 20. Oktober 2016 Verkäufe: + 4.720.000 |
| Folgende Lieder erschienen nicht als Single, wurden aber durch das Album zum Download und Streaming bereitgestellt und konnten somit eine Platzierung erlangen: |                                             | | | | | | |                                                              |
| |                                             | | | | | | |                                                              |
| 2017 | Lust. A, P Kendrick Lamar                   | — | — | — | UK52 (2 Wo.)UK | US42 Gold · (2 Wo.)US | CA— PlatinCA | Charteinstieg: 27. April 2017 Verkäufe: + 615.000            |
| 2018 | The Ways A, P Khalid & Swae Lee             | — | — | CH89 (1 Wo.)CH | UK54 (3 Wo.)UK | US63 (3 Wo.)US | — | Charteinstieg: 18. Februar 2018                              |

Weitere Autorenbeteiligungen und Produktionen (Auswahl)
- 2016: Daniel Caesar – Japanese Denim (UK: Silber, US: Platin, CA: ×2Doppelplatin )
- 2018: Kali Uchis feat. Tyler, the Creator & Bootsy Collins – After the Storm (UK: Silber, US: Platin)

## Auszeichnungen für Musikverkäufe
| Goldene Schallplatte - Australien - 2023: für die Autorenbeteiligung und Produktion Lust. (Kendrick Lamar) |

Anmerkung: Auszeichnungen in Ländern aus den Charttabellen bzw. Chartboxen sind in oder unter ebendiesen zu finden.

| Land/RegionAuszeichnungen für Musikverkäufe (Land/Region, Auszeichnungen, Verkäufe, Quellen) | Silber     | Gold     | Platin       | Verkäufe  | Quellen         |
| -------------------------------------------------------------------------------------------- | ---------- | -------- | ------------ | --------- | --------------- |
| Vereinigtes Königreich (BPI)                                                                 | 2× Silber2 | Gold1    | —            | 800.000   | bpi.co.uk       |
| Vereinigte Staaten (RIAA)                                                                    | —          | Gold1    | 6× Platin6   | 6.500.000 | riaa.com        |
| Kanada (MC)                                                                                  | —          | —        | 7× Platin7   | 280.000   | musiccanada.com |
| Australien (ARIA)                                                                            | —          | Gold1    | —            | 35.000    | aria.com.au     |
| Insgesamt                                                                                    | 2× Silber2 | 3× Gold3 | 13× Platin13 |           |                 |

## Belege
1. ↑  Jerell Tongson: Rotten Decay : BADBADNOTGOOD Is Re-Defining the Genre, Huffington Post am 13. April 2012, gesehen am 23. April 2015
2. ↑  Anupa Mistry: Odd Jazz Covers, Now Toronto am 15. September 2011, gesehen am 23. April 2015
3. 1 2  Anupa Mistry: BADBADNOTGOOD, Now Toronto am 22. März 2012, gesehen am 23. April 2015
4. ↑  Paul Lester: Jazz – New Band of the Week: BADBADNOTGOOD, The Guardian, 18. April 2012, gesehen am 23. April 2015
5. ↑  Metacritic: Badbadnotgood, III, gesehen am 23. April 2015
6. ↑  Patrick Jarenwattananon: Around The Jazz Internet: April 6, 2012, National Public Radio am 6. April 2012, gesehen am 23. April 2015
7. ↑  Chris Barton: The Odd Future-endorsed sound of BadBadNotGood comes to the Mint, Los Angeles Times am 17. April 2012, gesehen am 23. April 2015
8. ↑  Peter Margasak: BadBadNotGood: Odd Future collaborations do not equal groundbreaking jazz (Memento vom 28. März 2015 im Internet Archive), Chicago Reader am 5. August 2012, gesehen am 12. Januar 2023
9. ↑  Anthony Dean-Harris: How Do We Solve a Problem Like BBNG? nextbop.com, gesehen am 23. April 2015
10. ↑  Chartquellen: CA DE UK US